# Neustadt/Spree
Neustadt/Spree, in lusaziano superiore Nowe Město/Sprjewja, è una frazione del comune tedesco di Spreetal, in Sassonia.

## Storia
Neustadt fu nominata per la prima volta nel 1433.

Costituì un comune autonomo fino al 1º gennaio 1996.

## Amministrazione

### Gemellaggi
Neustadt è membro del gemellaggio internazionale "Neustadt in Europa", che riunisce 36 città e comuni che portano nel nome la dicitura Neustadt ("città nuova").